# Hardaliye
El Hardaliye és una beguda turca a mig camí entre el vi i la şıra. Es fa amb raïm fermentat, però les llavors de mostassa (hardal en turc) que s'hi afegeixen no permeten que el suc del raïm es converteixi en vi. És comú a Trakya, la Turquia europea i part de la Regió de la Màrmara.